# 貝勒維峰

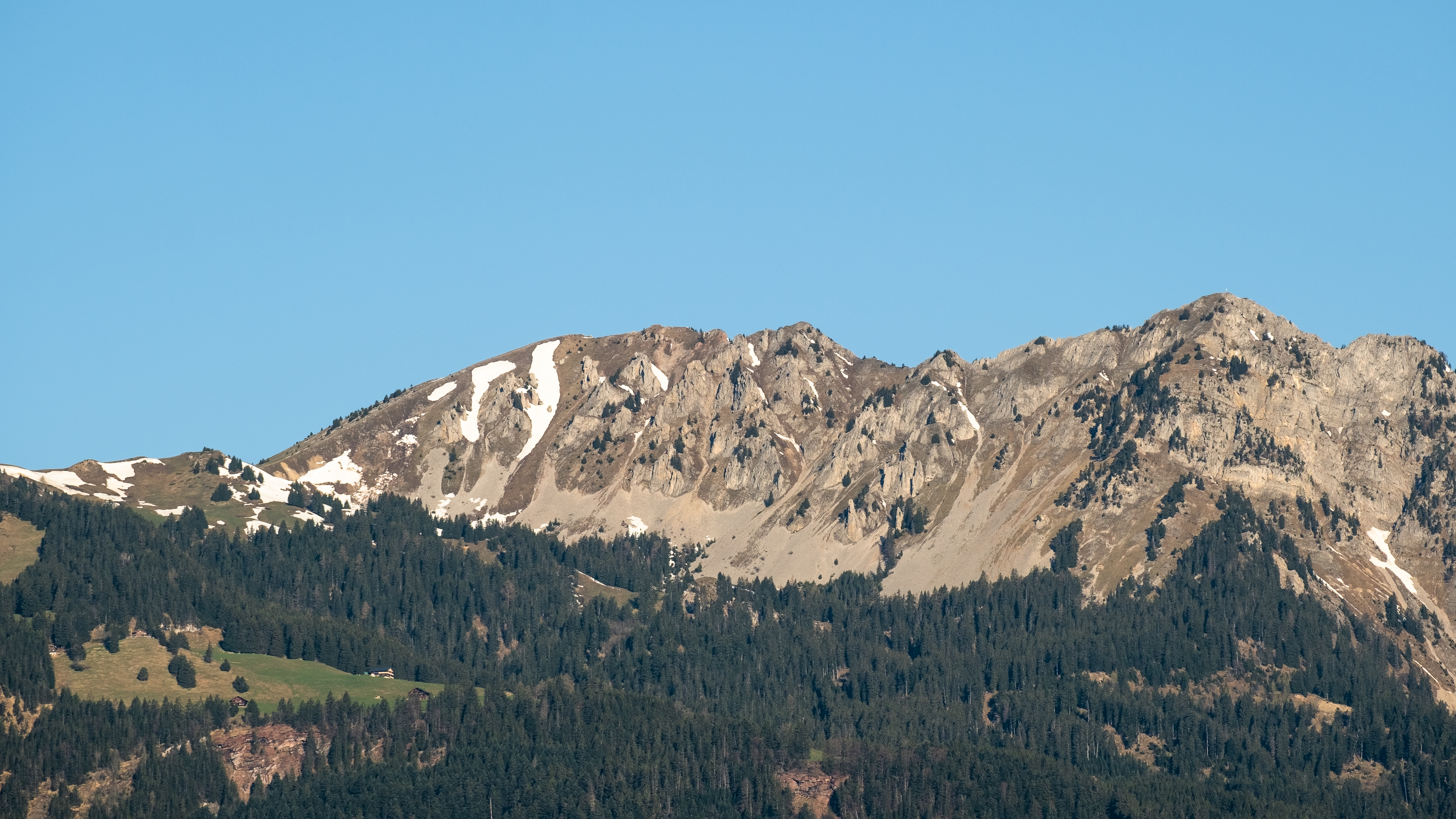

46°15′27″N 6°53′15″E / 46.25750°N 6.88750°E
貝勒維峰（法語：Pointe de Bellevue，法語發音：[pwɛ̃t də bɛlvy]）是瑞士瓦萊州的山峰，位於該國西南部，屬於沙布莱山的一部分，海拔高度2,042米，每年平均降雨量1,674毫米。